# Лугн, Кристина
Кристина Лугн (швед. Kristina Lugn; 14 ноября 1948, Тиерп, лен Уппсала — 9 мая 2020, Стокгольм) — шведский поэт и драматург.

## Биография
Кристина Лугн родилась 14 ноября 1948 года в Тиерпе (Уппсала). Отец — военный, мать — преподавательница. Кристина выросла в Шёвде. Дебютировала книгой стихов в 1972 году. Пьесы Лугн ставились в театре «Драматен», Стокгольмском городском театре, в независимом Teater Brunnsgatan Fyra, созданном в 1986 году Алланом Эдваллем, где Кристина Лугн в 1997—2011 годах заведовала литературной частью; а также в Эдинбурге и Нью-Йорке.
Вела ток-шоу на Шведском телевидении.
Дочь — писатель и режиссёр Мартина Монтелиус (род. 1975).

## Произведения

### Стихи
- 1972 om jag inte/ если не я
- 1976 Till min man, om han kunde läsa/ Моему мужу, если он сможет прочесть
- 1978 Döda honom!/ Прикончи его!
- 1979 om ni hör ett skott…/ если услышишь выстрел
- 1982 Percy Wennerfors
- 1983 Bekantskap önskas med äldre bildad herre
- 1984 Lugn bara Lugn (антология)
- 1989 Hundstunden/ Собачье время
- 1999 Nattorienterarna/ Ночные ориентиры (дат. пер. 1999)
- 2003 Hej då, ha det så bra! (исп. и серб. пер. 2005)
- 2006 Dikter 1972—2003/ Стихи 1972—2003 годов

### Пьесы
- 1986 När det utbröt panik i det kollektiva omedvetna/ Если коллективное бессознательное охвачено паникой (голл. пер. 1988, нем. пер. 1993)
- 1987 Titta det blöder/ Смотри, это кровь
- 1989 Det vackra blir liksom över
- 1993 Tant Blomma
- 1993 Idlaflickorna
- 1995 Silver Star
- 1997 De tröstlösa/ Без утешения (в соавторстве с А. Эдваллем)
- 1999 Titta en älg/ Смотри, это лось
- 2000 Stulna juveler/ Украденные драгоценности (дат. пер. 2001)
- 2000 Eskil Johnassons flyttfirma
- 2002 Begåvningsreserven
- 2003 Kvinnorna vid Svansjön/ Женщины с Лебединого озера
- 2003 Två solstrålar på nya äventyr
- 2004 Var är Holger, Harald och Herrman?/ А где Хольгер, Харальд и Герман?
- 2005 Vera/ Вера
- 2005 Det finns ett liv därborta i Vällingby
- 2005 Gråt inte mer, Cecilia. Och inte du heller, Ursula
- 2006 Katarina den stora/ Екатерина Великая

## Признание
Литературная премия газеты Svenska Dagbladet (1989). Поэтическая премия Шведского радио (1991). Премия Доблоуг, премия Сельмы Лагерлёф (1999). Премия Нильса Ферлина (2000). Премия Бельмана (2002). Медаль Litteris et Artibus (2003). Премия Союза девятерых (2011).
Член Шведской академии (с 2006). Стихи и пьесы Лугн переводились на английский, немецкий, испанский, голландский, датский, польский, сербский языки.